# Seznam makedonskih košarkarjev
Seznam makedonskih košarkarjev.

## A
- Pero Antić

## B
- Pero Blaževski
- Dušan Bočevski
- Vladimir Brčkov

## Č
- Gjorgji Čekovski

## G
- Todor Gečevski
- Stojan Gjuroski

## I
- Vlado Ilievski

## J
- Dejan Jovanovski

## K
- Aleksandar Kostoski

## M
- Bo McCalebb
- Igor Mihajlovski
- Dimitar Mirakovski

## N
- Petar Naumoski

## S
- Predrag Samardžiski
- Darko Sokolov
- Srđan Stanković
- Riste Stefanov
- Vrbica Stefanov
- Damjan Stojanovski
- Vojdan Stojanovski

## T
- Dime Tasovski
- Aleksandar Todorov